# Мохаммад Али Тасхири
Мохаммад Али Тасхири (перс. محمدعلی تسخیری) (19 октября 1944 — 18 августа 2020) — иранский духовный деятель, представитель от провинции Тегеран в Пятом созыве Совета экспертов, с июня 2012 года исполнял обязанности высшего советника духовного лидера Ирана по вопросам исламского мира. Бывший руководитель Всемирной ассамблеи по сближению исламских мазхабов, а также бывший представитель от провинции Гилян в Третьем созыве Совета экспертов.

## Ранние годы
Мохаммад Али Тасхири родился в Неджефе 19 октября 1944 года. Его отец, Али Акбар Тасхири Тонкабани, был родом из Рамсара, а мать, Энсие Бигем была родом из Исфахана. В раннем детстве он обучился чтению Корана. После этого Мохаммад Али закончил начальное образование в медресе Монтеда ан-Нашр, руководство которой осуществлял Мохаммад Реза Мозаффар. Кроме Мозаффара, он обучался у таких преподавателей, как аль-Гобан или шейх Матар, а после продолжил своё обучение в вечерней средней школе Хаварнак.
В 1962 году он завершил обучение в средней школе. Тогда он поступил на факультет исламского права и начал своё обучение по специальности, связанной с арабским языком и исламскими дисциплинами. Одновременно он приступил к изучению научных дисциплин. После революции 1958 года в Ираке под руководством Абд аль-Керима Касема свою деятельность начали такие политические силы, как коммунистическая партия и национальные группы, которые постоянно выступали против изучения ислама. По этой причине партия «Джамаат-аль-улама» для противостояния влиянию этих групп обратилось к организациям молодых мусульман.  Тасхири также, изучив публикации партии «Джамаат-аль-улама», познакомился с целями и программой действий партии «Дава». Его революционная деятельность продолжалась до 1965 года, когда он вступил в партию «Дава», которая находилась под руководством Сейеда Садра. Тасхири в это время, провозглашая религиозные лозунги, развернул деятельность против установившегося в Ираке режима, что привело к его задержанию и тюремному заключению. Через некоторое время при посредничестве улемов Неджефа, в особенности Сейеда Рухоллы Хомейни, он был освобождён и отправился в Неджеф. Под руководством таких преподавателей, как Моджтаба Ланкарани и Казем Тебризи, он получил степень и приступил к изучению исламского права на высшем уровне. Этот шиитский улем создал более тридцати касыд (на арабском языке), и его стихи были изданы в диване под названием «Ураг ва емаг» («Бумаги и глубины»).

## Высылка из Ирака и деятельность в Иране
Тасхири в 1970 году по причине ведения деятельности, направленной против режима в Ираке, был выслан из этой страны и прибыл в Иран. Свою религиозную и культурную деятельность он начал в городе Кум в Организации исламского просвещения, а также публикуя арабоязычный журнал «Аль-Хади». После исламской революции в Иране 1979 года он работал в должности заместителя по международным вопросам в Организации исламского просвещения до 1990 года, когда он при содействии таких людей, как Сейед Мохаммад Багир Хаким, создал Всемирную ассамблею Ахл аль-Бейт, генеральным секретарём которой и был избран.
В 1995 году он основал Организацию культуры и исламских связей с той целью, чтобы культурная деятельность за пределами страны регулировалась в рамках одной структуры. В 2001 году духовным лидером Ирана он был назначен генеральным секретарём Всемирной ассамблеи по сближению исламских мазхабов и 14 июля 2012 года покинул должность секретаря Всемирной ассамблеи по сближению исламских мазхабов. Был назначен высшим советником Сейеда Али Хаменеи по делам исламского мира. Тасхири также вёл деятельность в таких исламских и международных организациях, как Исламский банк развития и Всемирная ассамблея исламского фикха.
После победы Исламской Революции занимал различные посты, в частности:
- Советник духовного лидера Исламской Республики Иран по культурным вопросам исламского мира.
- Член Совета экспертов по избранию духовного лидера ИРИ.
- Заместитель руководителя администрации духовного лидера ИРИ по международным вопросам (2000—2005 гг.).
- Старший советник и заместитель по международным вопросам хадж-миссии ИРИ при духовном лидере ИРИ.
- Руководитель организации по культуре и исламским связям ИРИ в начале его основания.
- Член Центральной коллегии мусульманских богословов (Мекка).
- Руководитель комитета по культуре восьмой встречи глав государств-членов Организации Исламская Конференция.
- Генеральный секретарь Всемирной ассамблеи «Ахл аль-Байт».
- Руководитель координационного комитета по общей исламской деятельности Организации Исламская Конференция.
- Член Всемирной ассамблеи исламского фикха со дня его основания.
- Член исламского Комитета по фикху Исламского банка развития.
- Постоянный член комитета экспертов Организации Исламская Конференция.
- Заместитель Всемирной лиги мусульманских богословов (Катар).
- Член комитета выдающихся личностей Организации Исламская Конференция.
- Заместитель консультативного совета ИСЕСКО.
- Генеральный секретарь Всемирной ассамблеи по сближению исламских мазхабов.
- Советник Духовного лидера ИРИ по международным вопросам

## Смерть
Тасхири 14 августа 2020 года по причине сердечного заболевания был госпитализирован в больнице Хатам аль-Анбийя, 18 августа 2020 года он умер в возрасте 75 лет.

## Произведения

### Книги
- Исламские меньшинства, пути решения и проблемы
- Идеи диалогов
- О единстве и сближении исламских мазхабов
- Трактат о сближении взглядов, согласованности в действиях
- В освещение Основного закона

### Статьи и эссе
Некоторые его статьи:
- Необходимость диалога последователей авраамических религий
- Благоприятные меры для достижения социальной безопасности
- Поминание Всевышнего в совершенной форме (исследование хадисов, связанных с поминанием Всевышнего)
- Представление облика
- Личность от риска повседневности до последствий экстремизма
- Равенство в правах и обязанностях женщин в Декларации о правах человека в исламе
- Общественные обязательства государства в экономической сфере
- Положение мусульманских женщин и их роль в обществе
- Правосознание против посягательства на верующих
- Феномен равенства в Основном законе Ирана
- Взгляд на комментарий Ибн Мейсама в описании «Нахдж аль-Балаге»
- Цивилизационная роль исламской уммы в будущем человечества
- Признаки согласованности в рассмотрении Основного закона Исламской республики Иран
- Мусульманские женщины и мировые вызовы, а также взгляд на некоторые международные уставы
- Взаимоотношения предводителей исламских мазхабов в первые столетия ислама
- Взаимоотношения религиозных предводителей и улама в прошлом с упором на роль мучеников
- Взаимоотношения с другими людьми в рамках мира — главного фактора развития
- Взаимоотношения ислама и Запада
- Взаимоотношения ислама и Запада, а также обязанности мусульман
- Взаимоотношения ислама и Запада, размышления с западной точки зрения
- Прорыв ислама и коммуникации
- Прорыв ислама и стремление к модернизации
- Прорыв ислама: причины, феномены и его продолжение
- Воспоминания одного заключённого тюрьмы Гаср аль-Нехайе в Багдаде
- Будущее взаимоотношений ислама и Запада с особым рассмотрение книги Ширин Хантер «Будущее ислама и Запада»
- Мнения и размышления Абул Калама Азада и его вклад в распространение исламского просвещения в Индии
- Террористические акты, проблемы, связанные с ними, и гуманистический подход